# SK Olomouc ASO
SK Olomouc ASO – czechosłowacki klub piłkarski, mający siedzibę w mieście Ołomuniec na wschodzie kraju, istniejący w latach 1912–1951.

## Historia
Chronologia nazw:
- 1912: SK Olomouc (Sportovní klub Olomouc)
- 1937: SK Olomouc ASO (Sportovní klub Olomouc Ander a Syn Olomouc)
- 1948: Sokol Olomouc ASO (Sokol Olomouc Ander a Syn Olomouc)
- 1948: Sokol OD Olomouc (Sokol Obchodní domy Olomouc)
- 1951: klub rozformowano

Piłkarski klub SK Olomouc został założony w Ołomuńcu 1 października 1912 roku. W 1936 roku zespół debiutował w rozgrywkach Moravskoslezskiej divize. Od 1937 roku klub zaczął wspierać finansowo przedsiębiorca Josef Ander z Olomoucu, którego sklepy ASO były we wszystkich głównych miastach kraju. Do nazwy klubu również dodany skrót firmy ASO – SK Olomouc ASO. W 1941 zdobył mistrzostwo Moravskoslezskiej divize i awansował do Národní ligi. W sezonie 1943/44 zajął 12.miejsce i spadł do Moravskoslezskiej divize. Sezon 1944/45 nie był rozgrywany z powodu działań wojennych. W pierwszych powojennych mistrzostwach klub startował w Moravskoslezskiej divize i po jej zwycięstwie wrócił do Státní ligi. Powrót był nieudanym, końcowe 12.miejsce nie uratowała przed spadkiem do drugiej ligi. W 1948 zmienił nazwę najpierw na Sokol Olomouc ASO, a potem na Sokol OD Olomouc. W 1949 zajął 4.miejsce w grupie C i został oddelegowany do 3. ligi. W 1951 klub zaprzestał istnieć.

## Sukcesy

### Trofea międzynarodowe
Nie uczestniczył w rozgrywkach europejskich (stan na 31-05-2016).

### Trofea krajowe
| \| \| Zdobyte trofea w rozgrywkach Czechosłowacji (stan na: 31-03-2017) \| |                                                                   |      |                  |
| Rozgrywki                                                                  | Osiągnięcie                                                       | Razy | Sezon(y)         |
| · Mistrzostwo                                                              | I miejsce                                                         | 0    |                  |
| · Mistrzostwo                                                              | II miejsce                                                        | 0    |                  |
| · Mistrzostwo                                                              | III miejsce                                                       | 0    |                  |
| · Mistrzostwo                                                              | 7.miejsce                                                         | 1    | 1942/43          |
| Puchar                                                                     | zdobywca                                                          | 0    |                  |
| Puchar                                                                     | finalista                                                         | 0    |                  |
| II liga                                                                    | I miejsce                                                         | 1    | 1940/41          |
| II liga                                                                    | II miejsce                                                        | 2    | 1938/39, 1939/40 |
| II liga                                                                    | III miejsce                                                       | 1    | 1937/38          |
| Czechosłowacja                                                             | Zdobyte trofea w rozgrywkach Czechosłowacji (stan na: 31-03-2017) |      |                  |

- Puchar Czech:
  - zdobywca: 1940

## Stadion
Klub rozgrywał swoje mecze domowe na stadionie Andrův w Ołomuńcu, który może pomieścić 20000 widzów.